# گتیکا جیکار
گتیکا جیکار (به انگلیسی: Geetika Jakhar) کشتی گیر زن کشور هند است. 